# 松井田町小日向
松井田町小日向（まついだまちおびなた）は、群馬県安中市の地名。旧碓氷郡松井田町大字小日向にあたる地名である。郵便番号は379-0213。

## 地理
九十九川と九十九川の支流である増田川の合流地点に位置している。

### 河川
- 九十九川
- 増田川

## 歴史
江戸時代頃からある地名で、安中藩領だった。

### 年表
- 1889年 町村制施行により碓氷郡松井田町、臼井町、坂本町、西横野村、九十九村、細野村が成立し、碓氷郡九十九村となる
- 1954年 松井田町、臼井町、坂本町、西横野村、九十九村、細野村の6町村が合併して新たに碓氷郡松井田町小日向となる。
- 2006年3月18日 松井田町が安中市と合併し、安中市松井田町小日向となる。

### 地名の由来
かつて当地を支配していた「小日向氏」の姓にちなむ。

## 世帯数と人口
2017年（平成29年）7月31日現在の世帯数と人口は以下の通りである。
| 町丁           | 世帯数  | 人口  |
| -------------- | ------- | ----- |
| 松井田町小日向 | 146世帯 | 359人 |

## 教育
市立小・中学校に通う場合、学区は以下の通りとなる。
| 番地 | 小学校               | 中学校               |
| ---- | -------------------- | -------------------- |
| 全域 | 安中市立松井田小学校 | 安中市立松井田中学校 |

## 交通

### 鉄道
鉄道駅はない。

### 道路
国道はなく県道は群馬県道216号長久保郷原線がある。

## 施設
- 小日向公民館

## 避難所
指定緊急避難場所
- 小日向ふれあいセンター（小日向ふれあい広場）[7]

指定避難所
- 小日向ふれあいセンター[8]